# Моонзундская операция (1944)
Моонзу́ндская деса́нтная опера́ция — десантная операция войск Ленинградского фронта при содействии Балтийского флота, проведённая 27 сентября — 24 ноября 1944 года по освобождению островов Моонзундского архипелага от немецких войск, часть Прибалтийской стратегической операции 1944 года.

## Силы сторон

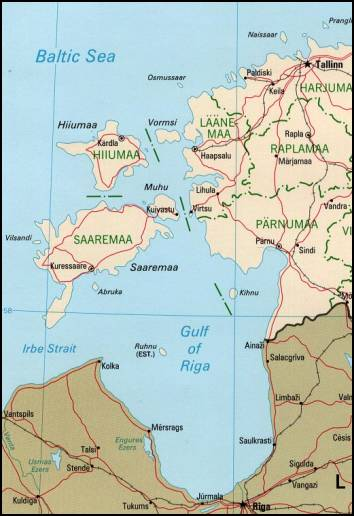
Моонзундский архипелаг

Моонзундский архипелаг обороняли 23-я пехотная дивизия (из состава 43-го армейского корпуса — командующий генерал горнострелковых войск Курт Ферзок) и четыре охранных батальона противника (всего около 11,5 тысяч человек). Здесь же базировались 2 миноносца, 22 десантные и артиллерийско-десантные баржи, 14 тральщиков и 2 торпедных катера, а на островных аэродромах — 30 самолётов.
К проведению десантной операции привлекались: из состава Ленинградского фронта 8-й Эстонский (больше 30 тысяч человек) и 109-й стрелковые корпуса 8-й армии и 13-я воздушная армия, от Балтийского флота — 92 катера различного назначения, 40 тендеров, 260-я бригада морской пехоты, две штурмовые авиационные дивизии. Всего в операции задействовано около 78 000 человек. Руководство сухопутными силами в операции было возложено на командующего 8-й армии генерал-лейтенанта Ф. Н. Старикова, морскими силами — на контр-адмирала И. Г. Святова.
Поочерёдно происходило освобождение островов:
- Вормси — 27—28 сентября 1944 года;
- Муху — 29 сентября — 1 октября 1944 года;
- Хийумаа — 2—3 октября 1944 года;
- Сааремаа — 5 октября — 23 ноября 1944 года.

В результате к 24 ноября 1944 года Моонзундская операция закончилась.

## Проведение операции

### Освобождение Вормси
Операция началась 27 сентября с захвата острова Вормси. Захват острова осуществлял батальон морской пехоты майора Лейбовича, высаженный с торпедных катеров.

### Освобождение Муху
29 сентября начались бои по освобождению острова Муху. До этого в течение нескольких дней в материковом посёлке Виртсу работали сапёры на сооружении причалов, строительстве и ремонте мостов. Было решено послать на остров сперва разведгруппы. Первая из них, под командованием капитана Кельберга, в тайне от противника переправилась через залив Суурвяйн и в течение многих часов вела наблюдение за врагом. Вторая группа той же ночью переправилась на Муху и по радио сообщила разведсведения о передвижении немцев и их обороне, которые должны были сыграть важную роль в предстоящем наступлении.
Высадка десанта на остров Муху в Куйвасту началась рано утром. 29 сентября была высажена передовая группа численностью около 1150 человек. Переправу войск осуществляли торпедные катера КБФ. На подходе к острову катера были обстреляны противником, однако это не сказалось на темпах высадки. 30 сентября они совершили 181 рейс, доставив на Муху 249-ю стрелковую дивизию (около 5600 человек). Следом за катерами пролив форсировали амфибии. Остров был полностью освобождён 1 октября, а воины эстонского стрелкового корпуса А. Репсон, Н. Матяшин и А. Аллик за проявленное мужество и героизм были удостоены звания Героя Советского Союза.

### Освобождение Хийумаа
2 октября началось сражение по овладению островом Хийумаа. Работы по сооружению дзотов, траншей и прочих земляных укреплений велись на острове с осени 1943 года. Гарнизон острова состоял главным образом из частей морской пехоты и тех, что успели эвакуироваться из Таллина и Хаапсалу.
В первый же день благодаря активным действиям советских войск были ликвидированы немецкие опорные пункты в Кяйна и Кярдла. Бои продолжались всю ночь. К этому времени враг был уже дезорганизован. К середине дня 3 октября остров Хийумаа (Даго) был освобождён. В плен попало свыше 300 немецких солдат, было захвачено много военной техники.

### Освобождение Сааремаа
5 октября началась десантная операция по овладению самым большим островом Моонзундского архипелага — Сааремаа (Эзеля). К этому времени из Риги на остров была переброшена 218-я пехотная дивизия вермахта.
Операцию предполагалось осуществлять с двух направлений — Хийумаа и Муху. Эстонский стрелковый корпус должен был наступать через дамбу. При отступлении она была взорвана противником. Ремонтные работы шли под постоянным артобстрелом и налётами авиации врага. Вскоре дамба была готова для прохода войск и по ней двинулись пехотинцы, танки, САУ, лёгкая и тяжёлая артиллерия. К этому времени катера высадили на остров десант. С моря десант прикрывали интенсивным огнём мониторы КБФ.
В течение нескольких часов напряжённого боя был создан плацдарм на северном берегу Сааремаа. Немцы отошли на второй рубеж обороны в 6—10 км от побережья, но и он вскоре был прорван. Пехота эстонского корпуса на САУ прорвалась через оборону врага и перерезали дорогу на Курессааре. Многочисленные контратаки противника успеха не имели.
7 октября советские войска овладели городом и портом Курессааре, крупнейшим городом, уездным центром Сааремаа.
8 октября уже большая часть острова была очищена от войск противника, боевые действия теперь сосредотачивались на полуострове Сырве.
В ночь с 8 по 9 октября произошло одно из самых острых сражений на острове Сааремаа, явившееся завершением первого этапа Моонзундской десантной операции.
Полуостров был превращён в сплошную линию обороны с многочисленными траншеями, дзотами, минными полями, противотанковыми рвами и надолбами. Немцы называли его «Ирбенским щитом», потому что он прикрывал вход в Ирбенский пролив. В районе Каймри, самой узкой части полуострова, немцами были подготовлены четыре линии обороны со всевозможными полевыми укреплениями и препятствиями для танков и пехоты.

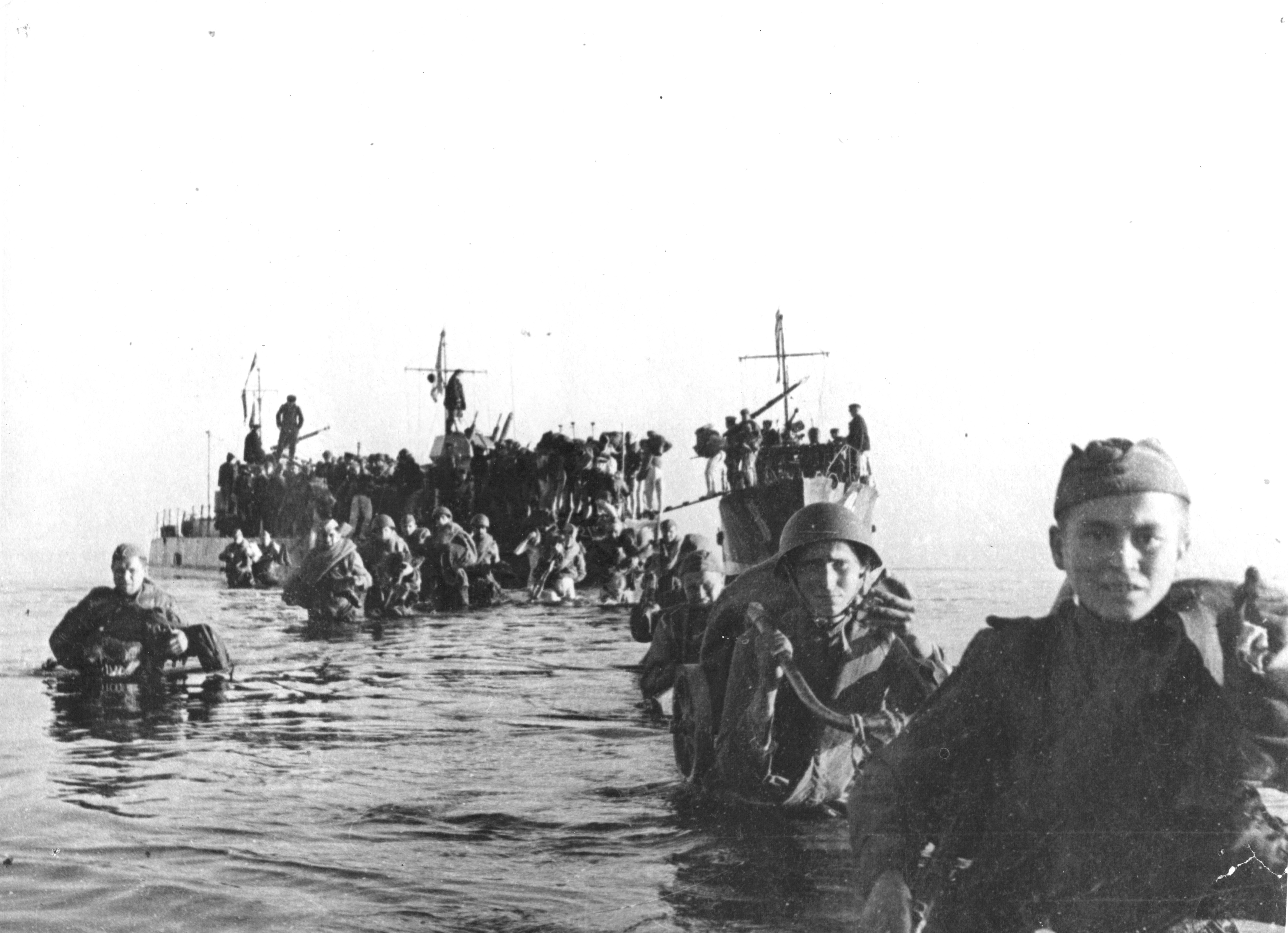
Бойцы подразделения старшего лейтенанта Горбунова 109-й стрелковой дивизии высаживаются из десантных катеров у берегов острова Сааремаа. 14 октябрь 1944 г.

Советские войска оказались в трудном положении, так как были стеснены на узком участке и не имели достаточного пространства для манёвра. Противник вёл непроницаемый заградительный огонь. На один километр фронта у него действовало 8 артиллерийских и 5 миномётных батарей. Их обнаружение нашей артиллерийской инструментальной разведкой было осложнено тем обстоятельством, что эти батареи располагались либо в лесу, либо около воды.
Попытки прорвать вражескую оборону, предпринятые 10—14 октября провалились. Трагически закончилась попытка высадки десанта у Винтри.
Только 18 ноября, после мощнейшей артиллерийской и авиационной подготовки, советским войскам удалось прорвать оборону и перейти в наступление. Постепенно, шаг за шагом, советские войска отвоёвывали полуостров.
23 ноября начался последний штурм. Главный удар наносился в районе Аде-Генга. После артподготовки советская пехота и танки перешли в атаку. Враг понёс большие потери. Ночью стало очевидно, что немцы могут продержаться на острове считанные часы. К утру на полуострове оставались только разрозненные группы войск противника.

## Боевые действия авиации

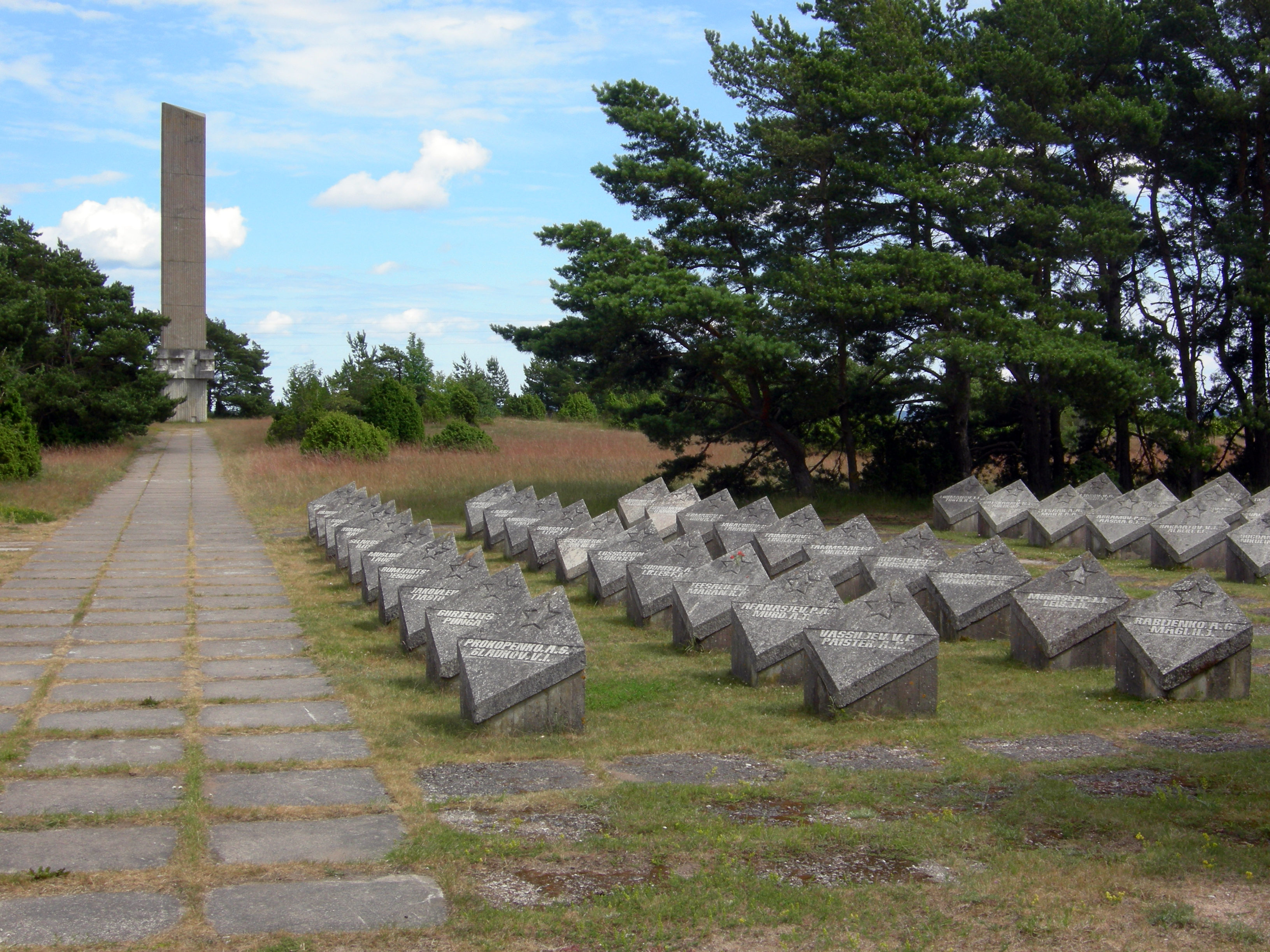
Мемориал советским воинам в Техумарди

В ходе Таллинской наступательной операции командование 13-й воздушной армии начало перебазирование авиационных частей и соединений и подтягивание тылов ближе к линии фронта. Служба аэродромного строительства отдельного инженерно-аэродромного батальона готовила аэродромы к приему летных частей. Было обнаружено, что враг, отступая, вывел из строя более 50 % аэродромов. На отбитых у врага аэродромах было обезврежено 3785 мин, фугасов, неразорвавшихся авиабомб. По мере освобождения Эстонии было восстановлено 15 аэродромов.
За годы оккупации немецко-фашистские войска укрепили оборону острова. С воздуха их могло прикрывать до 170 самолётов, базировавшихся на Виндавском аэроузле. В ходе подготовки к операции на 13-ю воздушную армию возлагалась задача прикрытия с воздуха сосредоточения войск и кораблей и поддерживать их в ходе десантной операции. Также военно-воздушные силы фронта и флота должны были сорвать перевозки противника, эвакуацию с островов, уничтожать его плавсредства в местах стоянок и на переходах.
За первые два дня наступления 13-я воздушная армия совершила 103 самолётовылета, причем более половины вылетов произвели лётчики-штурмовики. Бомбардировщики наносили наносили удары по опорным пунктам на островах. Была сорвана организованная эвакуация врага по морю, постоянно наносились удары по портам противника и его судам в море. Неприятельская авиация из-за своей малочисленности не проявляла особой активности, однако определённую угрозу она представляла. Чтобы ослабить вражескую авиацию, 6 октября был нанесен удар по фашистскому аэродрому на острове Сааремаа.
За все время операции советская авиация не прекращала активных действий. Части и соединения воздушной армии вели разведку баз, коммуникаций врага. В условиях непрерывного перемещения немецких войск наши летчики наносили по ним удары сразу после обнаружения. Поэтому воздушная разведка нередко заканчивалась бомбометанием или штурмовкой.
За два дня наступления летчики 13-й воздушной армии и военно-воздушные силы Балтийского флота, в сложных метеорологических условиях, произвели 560 самолётовылетов. Однако в следующие дни погода настолько ухудшилась, что исключила всякую возможность полетов. И только 23 ноября советская авиация смогла снова оказывать наземным войскам поддержку с воздуха.
За период операции по освобождению Советской Эстонии 13-я воздушная армия произвела 9459 самолётовылетов, из них для нанесения ударов по оборонительным сооружениям и войскам на поле боя — 4187, по аэродромам — 17, по железнодорожным объектам — 410, на прикрытие своих войск и объектов, сопровождение бомбардировочной и штурмовой авиации — 4074, на разведку и корректирование артиллерийского огня — 716, на спецзадания — 55.

## Итог
На полуострове Сырве были разгромлены следующие части немецких войск: 23-я, 218-я и 215-я пехотные дивизии, 531-й и 532-й артиллерийские дивизионы береговой обороны, 583-й охранный батальон и другие. Противник потерял до 7 тысяч человек убитыми и около 700 пленными. КБФ потопил или повредил около 100 судов противника.

## Отличившиеся участники операции
- Деев, Владимир Николаевич — рядовой стрелок, участник высадки на Моонзундские острова, Герой Советского Союза.
- Чалов, Павел Иванович — младший лейтенант, командир сторожевого катера, Герой Советского Союза.
- Репсон, Альберт Густавович — лейтенант, командир взвода 925-го стрелкового полка, Герой Советского Союза.
- Матяшин, Николай Николаевич — младший сержант, пулемётчик 925-го стрелкового полка, Герой Советского Союза.
- Тяхе, Эдуард Юганович — сержант, получил звание Героя Советского Союза вместе с Репсоном и Матяшиным, но впоследствии совершил убийство и был лишён всех званий и наград.